# لوكاس فيشر (رسام)
لوكاس فيشر (بالإسبانية: Lukas Vischer)‏ هو رسام وفنان مكسيكي وسويسري، ولد في 24 أكتوبر 1780 في بازل في سويسرا، وتوفي في 23 ديسمبر 1840 في Schloss Ebenrain ‏ في سويسرا.